# Рајан Нелсен
Рајан Нелсен (енгл. Ryan Nelsen; Крајстчерч, 18. октобар 1977) је новозеландски бивши фудбалер и фудбалски тренер.
Од 2013. до 2014. године водио је канадски Торонто.
За репрезентацију Новог Зеланда наступао је на Светском првенству 2010. године.